# كهف وندسور العظيم
كهف وندسور العظيم 3,000 متر (9,800 قدم) كهف طويل يقع في أبرشية تريلاوني على الساحل الشمالي لجامايكا. الأرض الخارجية للمدخل الرئيسي مملوكة من قبل الصندوق العالمي للطبيعة (المملكة المتحدة)، وغالبًا ما يتم رفض الوصول من قبل مركز أبحاث وندسور الذي يعمل كوكيل له.

## روابط خارجية
- الخريطة.
- منظر جوي.
- صور.
- ملاحظات وندسور جريت كايف الميدانية - منظمة الكهوف الجامايكية